# Chuột nước
Chuột nước hay Chuột ăn cá Ecuador, tên khoa học Anotomys leander, là một loài động vật có vú, loài duy nhất trong chi Anotomys, thuộc họ Cricetidae, bộ Gặm nhấm. Loài này được Thomas mô tả năm 1906.